# Greenwoodia
Greenwoodia é um género botânico pertencente à família das orquídeas (Orchidaceae).